# ルドルフ・レームス
ダニエル・クリスティアン・ルドルフ・レームス（独: Daniel Christian Ludolph Lehmus、1780年7月3日ゾースト - 1863年1月18日
ベルリン）はドイツの数学者。シュタイナー・レームスの定理で知られる。
レームスはドイツの詩人ヨハン・アダム・レームスの孫で、エミール・レームスは姪孫。父クリスティアン・バルタザール・レームス（Christian Balthasar Lehmus）は、ゾーストのギムナジウムの科学教師、管理者で自ら息子レームスに教育を施した。1799年から1802年まで、レームスはエアランゲンとイェーナの大学で学んだ。1803年、ベルリンに赴き数学の家庭教師になって、大学で高等数学を探求した。1811年PhDを獲得した。 1913年12月18日から1815年のイースターまで、レームスは大学の私講師として雇われたが、1814年にベルリンの Hauptbergwerks-Eleven-Institut（鉱山学校）で数学・科学の教師になった。1826年 Königlichen Artillerie- und Ingenieurschule （軍事工学校）で教職を務め、1827年に教授に任命された。1836年、4等赤鷲勲章を叙された。2つの教職に加え、1837年までにレームスは大学で講義を行っていた。
レームスは数多くの数学・科学の教科書を執筆した。最も知られる Lehrbuch der Geometrie は何度も再販された。また様々な数学雑誌に記事を発表していた。特に1826年からクレレ誌に頻繁に寄稿した。Nouvelles Annales de Mathématiques にはマルファッティの問題の三角法による美しい解法を発表したが、コピーミスで著者名が Lechmütz とされている。
1840年レームスはフランスの数学者スツルムに手紙を送り、現在彼の名を冠する初等幾何学の定理の証明を尋ねた。スツルムはヤコブ・シュタイナーに問題を送り、シュタイナーは最初に定理を証明した一人になった。1850年、レームスは独自の解法を思いついた。定理そのものは初等幾何学の中でも非常に人気なトピックで、160年を過ぎた現在でも出版物の題目に設定されることもある。

## 作品
- Aufgaben aus der Körperlehre. Berlin/Halle 1811
- Lehrbuch der Zahlen-Arithmetik, Buchstaben-Rechenkunst und Algebra. Leipzig 1816
- Lehrbuch der angewandten Mathematik. Volume I-III, Berlin 1818, 1822 (online copy volume I - Google ブックス)
- Theorie des Krummzapfens. Berlin 1818
- Die ersten einfachsten Grundbegriffe und Lehren der höheren Analysis und Curvenlehre. Berlin 1819
- Uebungsaufgaben zur Lehre vom Größten und Kleinsten. Berlin 1823 (online copy - Google ブックス)
- Lehrbuch der Geometrie. Berlin 1826
- Sammlug von aufgelösten Aufgaben aus dem Gebiet der angewandten Mathematik. Berlin 1828
- Grundlehren der höheren Mathematik und der mechanischen Wissenschaften. Berlin 1831
- Anwendung des höheren Calculs auf geometrische und mechanische, besonders ballistische Aufgaben. Leipzig 1836
- Kurzer Leitfaden für den Vortrag der höheren Analysis, höheren Geometrie und analytischen Mechanik. Duncker und Humblot 1842 (online copy - Google ブックス)
- Algebraische Aufgaben aus dem ganzen Gebiet der reinen Mathematik mit Angabe der Resultate. Duncker und Humblot 1846 (online copy - Google ブックス)
- Grenz-Bestimmungen bei Vergleichungen von Kreisen, welche von demselben Dreieck abhängig sind, sowohl unter sich als auch mit dem Dreieck selbst. C. Geibel 1851 (online copy - Google ブックス)